# المعرن (إب)

تعديل مصدري - تعديل

المعرن هي إحدى قرى عزلة ثواب اعلى بمديرية إب التابعة لمحافظة إب، بلغ تعداد سكانها 999 نسمة حسب تعداد اليمن لعام 2004.